# 阿历克斯·斯特普尼
阿歷山大·施里·"阿歷士"·斯特普尼（英語：Alexander Cyril "Alex" Stepney，1942年9月18日—）是一名英格蘭足球運動員，司職門將，1966年從車路士以破當時世界門將轉會費紀錄加盟曼徹斯特聯，是曼聯贏得成員之一，暱稱「大Al」，經歷球會的起與跌，除贏得歐洲冠軍盃外，亦獲得甲組聯賽、乙組聯賽及足總盃冠軍獎牌各一面，是球隊歷來入球最多的門將。

## 退役以後
斯特普尼退役後在斯托克波特市開設酒吧，其後協助其第二任妻子的叔叔在羅奇代爾市營運客貨車租賃公司。
在1990年代初期史塔尼的好友阿倫·波爾要求他為其帶領的擔任球探；當阿倫·波爾轉投後，史塔尼亦追隨擔任球隊的西北部首席球探；一年後阿倫·波爾加盟曼城，並邀請史塔尼出任門將教練，史塔尼留任長達6年。史塔尼在短期協助領隊斯坦·泰纳特（Stan Ternent）後結束其教練生涯。
史塔尼現時有返回奧脫福球場作為晚宴的演說嘉賓，同時亦有主持「Real Radio (North West)」的烽煙節目《烽煙足球名宿》（Legends Football Phone-In）。

## 榮譽
曼徹斯特聯
- 英格蘭甲組聯賽
  - 冠軍（1）：1966/67年；
- 英格蘭乙組聯賽
  - 冠軍（1）：1974/75年；
- 英格蘭足總盃
  - 冠軍（1）：1977年；
  - 亞軍（1）：1976年；
- 英格蘭慈善盾
  - 冠軍（2）：1967年（並列）、1977年（並列）；
- 歐洲冠軍球會盃
  - 冠軍（1）：1968年；

英格蘭
- 歐洲國家盃
  - 季軍（1）：1968年；

## 外部連結
- 曼聯官網簡歷